# アリーヤ
アリーヤ（本名：Aaliyah Dana Haughton, 1979年1月16日 - 2001年8月25日）は、アメリカ合衆国ニューヨークブルックリン出身の歌手、女優。「アリーヤ」とはスワヒリ語で「最高の存在」という意味。

## 来歴
アフリカ系アメリカ人とアメリカインディアンの両親のもとで1979年にブルックリンで生まれ、5歳のころにデトロイトに移る。6歳で『アニー』の舞台に孤児役として立ち、ニューヨークを中心に9歳から芸能活動を始める。11歳の頃はラスベガスでショーをこなしていた。
1994年、わずか15歳で、グラディス・ナイトの元夫でありアリーヤの叔父でもあった音楽プロデューサー兼BlackgroundレーベルCEOのバリー・ハンカーソンの紹介により、R・ケリーがプロデュースしたデビュー・アルバム『エイジ・エイント・ナッシング・バット・ア・ナンバー』をリリース。二人は公私ともに恋愛関係にあったとされるが、実際の付き合いが語られることはなかった（二人の婚姻については諸説あるが、彼女は当時15才であったが18才と年齢を詐称をしてR・ケリーと婚姻届を提出。後に発覚し、不受理となった）。その後、スキャンダルのけじめを付ける為にR・ケリーとの関係を公私共に断ち、ティンバランドを名プロデューサーとして世に知らしめたセカンド・アルバム『ワン・イン・ア・ミリオン』を1996年リリース。来日した際には日本テレビにて放映されていた『カウントダウン・グルーヴ』に出演、アリーヤについてインタビューを受けている人の後ろから、本人が突然現れるというサプライズ演出が行われた。
歌手としての活動にとどまらず、ジョエル・シルバー製作カンフー・ヒップホップ映画第一弾『ロミオ・マスト・ダイ』でヒロイン、トリシュ・オーデイ役としてジェット・リーと共演、2000年公開された。劇中ではアクションシーンもこなし、スクリーンデビューを果たす。同映画主題歌『Try Again』が大ヒット。同曲は2001年のグラミー賞にノミネートされた。

### 突然の逝去

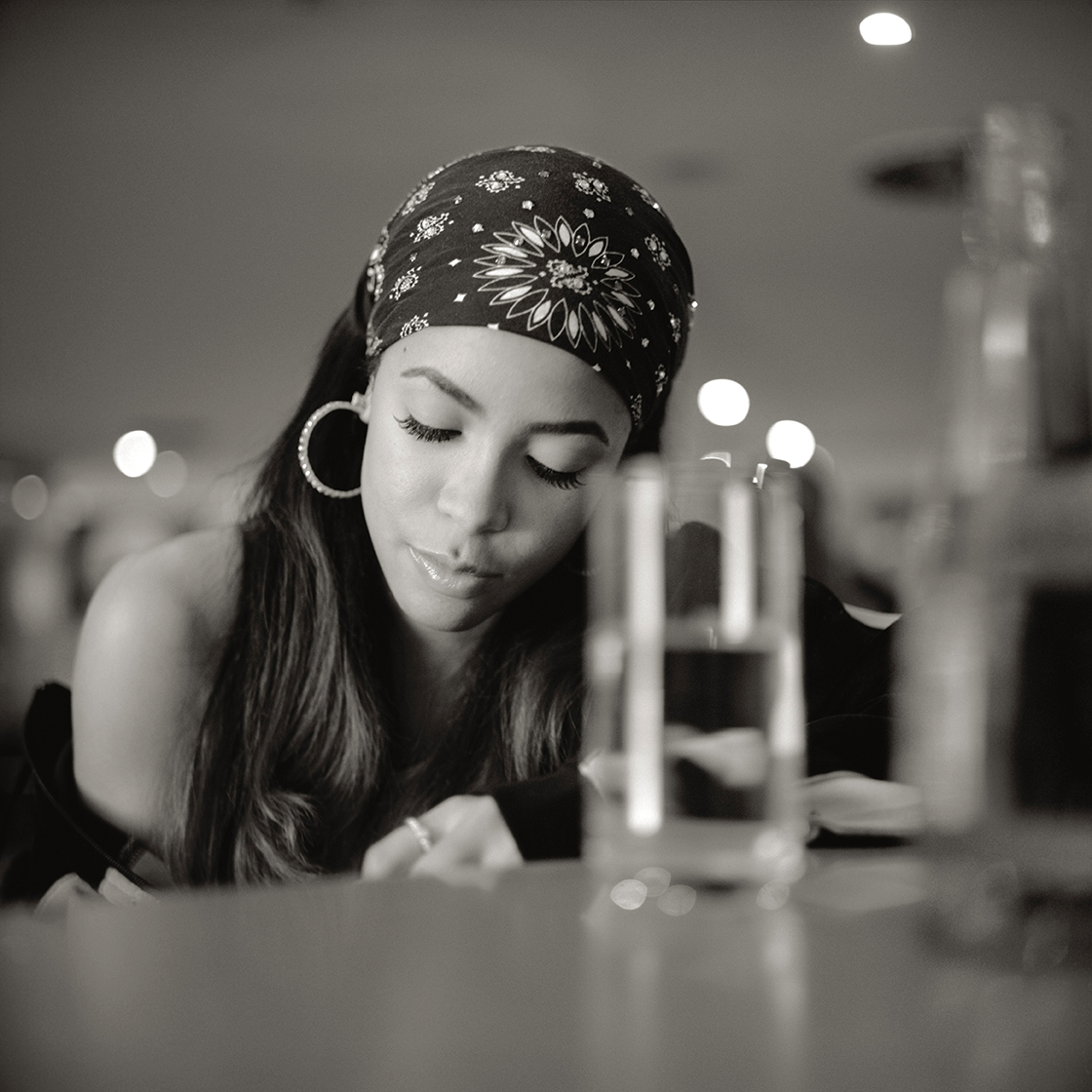
2000年

2001年サード・アルバム『アリーヤ』が発表され、映画『マトリックス リローデッド』『マトリックス レボリューションズ』の出演も決定するなど、人気が絶頂に達していた同年8月25日（1999年から交際していたボーイフレンドであり、ロカ・フェラ・レコードのCEOである、デイモン・ダッシュと会うために予定を繰り上げたと言われている。）、『Rock The Boat』のPV撮影を終え、バハマ北部にあるマーシュハーバー空港から搭乗したフロリダへ向かうセスナ402が離陸直後墜落、死去した。22歳没。事故は機体の整備不良、積載オーバー、パイロットのコカインやアルコールの吸引が原因といわれている。彼女の遺体はニューヨーク州ハーツデイルのファーンクリフ墓地に埋葬されている。
また事故の直後、大学進学のために彼氏と離ればなれになるガールフレンドの心境を綴った楽曲『Miss You』が発表された。事故と因果を感じるこの曲のPVでは、生前彼女と親しかったDMX、ミッシー・エリオット、リル・キム、トニ・ブラクストンを始めとする多くのアーティストが出演、彼女の死を悼んでいる。また、そのPVの冒頭でDMXが、「俺は君が逝った事は悲しく思わない。君は素晴らしく美しい女性だった。だから神様が君の事を欲しがったんだ」と言っている。

### 死後
2021年から作品が改めて再発売され、音楽ストリーミングサービスでも配信が開始された。同年には2001年の未発表ヴォーカル・テイクを使った新曲「ポイズン」が発売。

## ディスコグラフィー

### アルバム
| 年                                        | タイトル                       | アルバム詳細 | チャート最高位 | チャート最高位 | チャート最高位 | チャート最高位 | チャート最高位 | チャート最高位 | チャート最高位 | チャート最高位 | チャート最高位 | 認定                                                                                             |
| 年                                        | タイトル                       | アルバム詳細 | US             | AUS            | CAN            | GER            | NLD            | NZ             | SWE            | SWI            | UK             | 認定                                                                                             |
| ----------------------------------------- | ------------------------------ | --- | -------------- | -------------- | -------------- | -------------- | -------------- | -------------- | -------------- | -------------- | -------------- | ------------------------------------------------------------------------------------------------ |
| 1994                                      | Age Ain't Nothing But a Number | - 発売日: 1994年5月24日 - レーベル: Blackground, Jive - フォーマット: CD, cassette, LP, digital download - 全米売上: 300万枚 | 18             | —              | 20             | —              | 44             | —              | —              | —              | 23             | - US: 2× プラチナ - CAN: ゴールド - UK: ゴールド                                                 |
| 1996                                      | One in a Million               | - 発売日: 1996年8月27日 - レーベル: Blackground, Atlantic - フォーマット: CD, LP, cassette - 全米売上: 300万枚               | 18             | 93             | 33             | —              | 62             | —              | 41             | —              | 33             | - US: 2× プラチナ - CAN: ゴールド - UK: ゴールド                                                 |
| 2001                                      | Aaliyah                        | - 発売日: 2001年7月17日 - レーベル: Blackground, Virgin - フォーマット: CD, LP, cassette - 全米売上: 261.9万枚               | 1              | 41             | 6              | 9              | 9              | 25             | 23             | 6              | 5              | - US: 2× プラチナ - AUS: ゴールド - CAN: プラチナ - GER: ゴールド - SWI: ゴールド - UK: プラチナ |
| "—"は未発売またはチャート圏外を意味する。 |                                | |                |                |                |                |                |                |                |                |                |                                                                                                  |

### ベストアルバム
- アイ・ケア・4U - I Care For You （2002年）
- アリーヤ・スペシャル・エディション〜レア・トラックス&ヴィジュアルズ〜 - Aaliyah Special Edition: Rare Tracks & Visuals （2005年、日本独自企画盤）
- Ultimate Aaliyah（2005年）
- LUIRE present Aaliyah Eternal Selection（2006年、日本独自企画盤）

## フィルモグラフィー

### 映画
- ロミオ・マスト・ダイ - Romeo Must Die  （2000年）
- クイーン・オブ・ザ・ヴァンパイア - Queen Of The Damned （2002年）

## 関連事項
- R・ケリー